# 安東尼奧雷蒙迪省
安東尼奧雷蒙迪省（西班牙語：Provincia de Antonio Raimondi），是秘魯的省份，位於該國北部安卡什大區，首府是亞梅林，建於1964年10月26日，面積562平方公里，2005年人口17,595，人口密度每平方公里31.31人。
9°07′59″S 77°01′01″W / 9.133°S 77.017°W